# Ивано-Богословка
Ивано-Богословка — исчезнувшее село в Асиновском районе Томской области. Входило в состав Новокусковского сельского поселения. Упразднено в 2002 году.

## География
Село находилось на левом берегу реки Соколы, в 14 километрах юго-западнее от села Ново-Кусково.

## История
Село основано в 1900 году на участке Татары переселенцами с Украины. Участок был рассчитан на 171 душевых надела, общая площадь участка 2821 десятин, из которой удобной земли 2687 десятин. На полученные ссуды на домообзаведение переселенцы построили дома. На отвоёванной у тайги земле сеяли рожь, овёс, гречиху, пшеницу. До 1917 года село входило в состав Ново-Кусковской волости, с 1920 года в составе Митрофановской. В 1920 году создан Ивано-Богословский сельсовет, в его состав входили деревни: Покровка, Бороковка, Рассвет, Ново-Покровка, Кайнары, Ново-Алексеевка.
В 1930 году организован колхоз «Вперёд к социализму», позже переименован в «Красный Май».
В 1949 году открыт колхозный клуб.
В 1964 году колхоз «Красный Май» присоединяют к колхозу «Родина» села Ново-Кусково.
С начала 1980—х годов село постепенно начинают покидать люди. Так в 1986 году в нём оставалось ещё 42 двора, а к началу 1990—х годов уже ни одного.

## Население
По сведениям из годовых отчётов колхозов за 1948 год в селе насчитывалось 232 человека, из них трудоспособного населения — 98.